# Malliß
Malliß település Németországban, Mecklenburg-Elő-Pomeránia tartományban. Lakosainak száma 1064 fő (2023. december 31.).

## Népesség
A település népességének változása:
| Lakosok száma | 1124 | 1080 | 1088 | 1089 | 1064 |
|               | 2017 | 2019 | 2021 | 2022 | 2023 |